# Gerres ovatus
Gerres ovatus és una espècie de peix pertanyent a la família dels gerrèids.

## Descripció
- Fa 19 cm de llargària màxima.[4][5]

## Hàbitat
És un peix marí, de clima tropical i demersal.

## Distribució geogràfica
Es troba al Pacífic sud-occidental: Austràlia i Nova Caledònia.

## Observacions
És inofensiu per als humans.